# سيجا ماستر سيستم

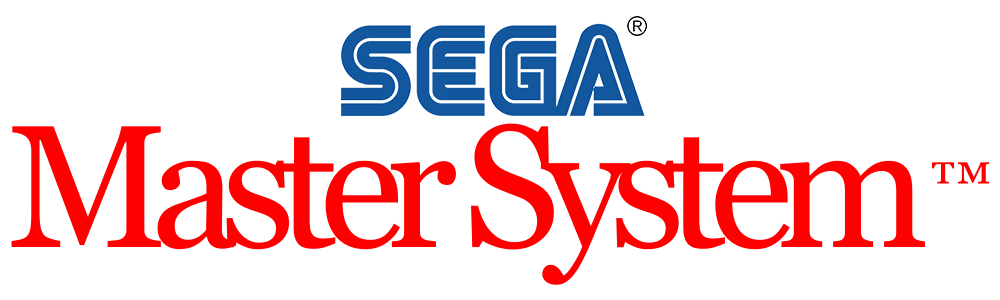
شعار اللعبة

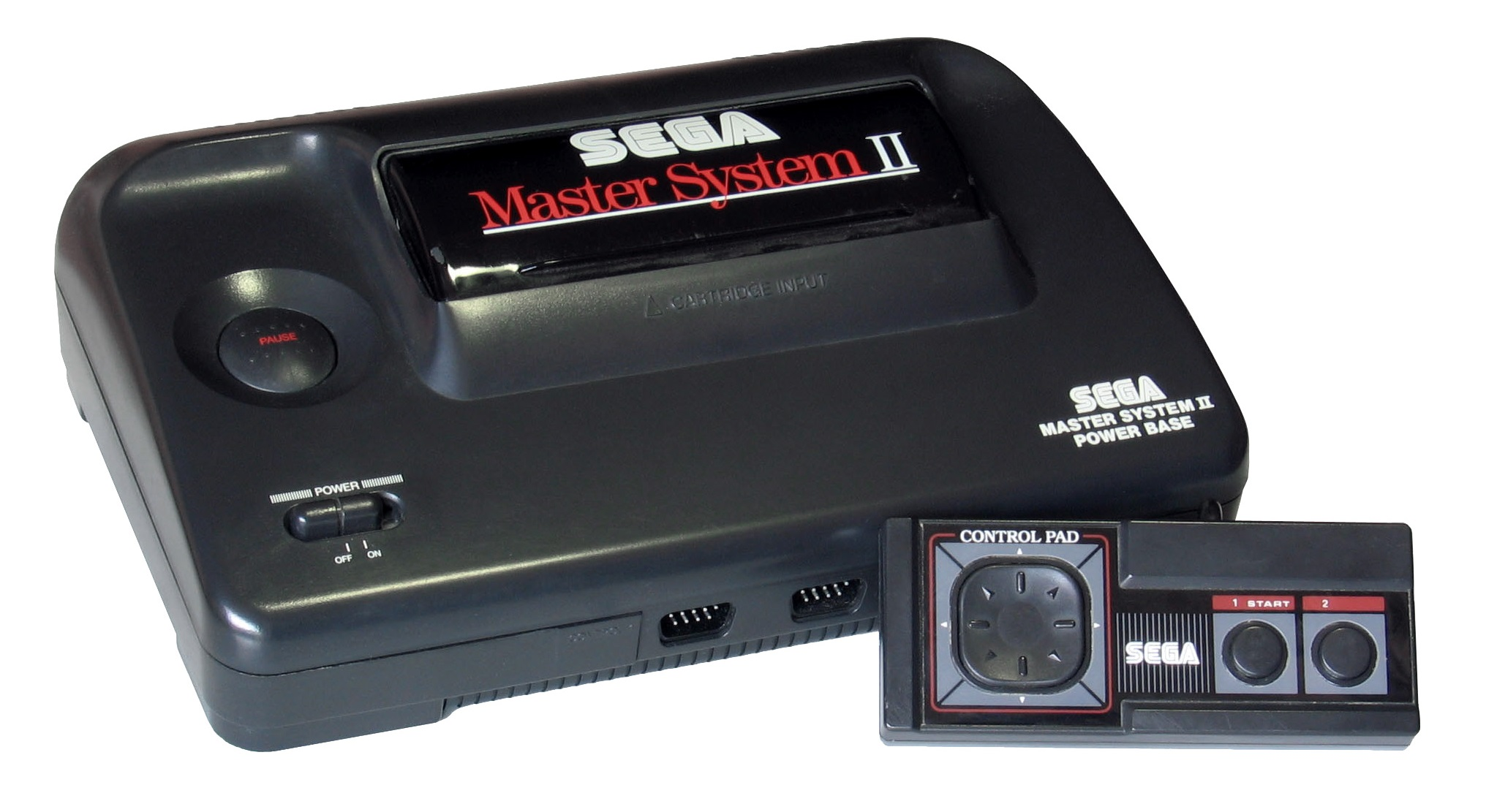
جهاز ماستر سيستم II

الـسيگا ماستر سيستم (بالإنجليزية: Sega Master System ؛ باليابانية: マスターシステム) هو جهاز كمبيوتر نظام 8 بت مُصمم لألعاب فيديو، صنع الجهاز من قبل شركة سيجا، وتم إصداره للمرة الأولى في عام 1986 من اليابان.

## وصلات خارجية
- SegaMasterSystem.com - A Master System fan site.
- سيجا ماستر سيستم على مشروع الدليل المفتوح
- Master System at Sega Archives (official website by Sega of Japan) (in Japanese)
- Sega Master System at SegaFans
- Master System Museum
- Master System Console Database
- SMS Power - Unreleased games discussion/exhibition.